# José Luis Lizundia
José Luis Lizundia Askondo, né le 9 avril 1938 à Pampelune, est un professeur, écrivain et académicien basque espagnol de langue basque.

## Biographie
Auteur et professeur de basque, José Luis Lizundia étudie le commerce à Durango. Il est technicien en administration locale et secrétaire municipal des mairies biscaïennes de Garai et d'Izurtza-Mañaria. Le 25 novembre 1966, José Luis Lizundia est nommé membre correspondant d'Euskaltzaindia ou de l'Académie de la langue basque, le 27 juin 2003, il devient académicien titulaire. José Luis Lizundia est sous-secrétaire de l'institution depuis 1969, et sous-secrétaire directeur de 1995 à 2003. Le 30 janvier 2004, il est aussi nommé trésorier et a des responsabilités dans l'organisation de congrès ainsi que dans l'organisation des commissions et du règlement intérieur. 
Fondateur de l'Asociación Guerediaga de Durango et sous-directeur de la revue Gerediaga, il est aussi sous-directeur de la revue Anaitasuna. Il prend part la création du Salon du livre et du disque basques de Durango. Auteur de nombreux articles sur la langue basque, l'histoire, la géographie et la politique basque, il a collaboré dans Zeruko Argia, Anaitasuna, Euskera, Punto y Hora de Euskal Herria, Egin, Deia, Euskaldunon Egunkaria, La Gaceta del Norte, El Correo, El Diario Vasco, El País, Boletín de la Real Sociedad Bascongada de Amigos del País, Txistulari, Dantzari, Herria, Gerediaga, Jakin, Eraz, Taviar et Anboto.  
José Luis Lizundia agit comme rapporteur dans le débat de la Loi sur les territoires historiques, la loi de base de la normalisation de l'Euskara en vigueur dans la Communauté autonome Basque depuis le 10 novembre 1982.